# Amarantins
Les Amarantins sont les êtres de fiction du cycle des Inhibiteurs d’Alastair Reynolds.
Ces créatures aviennes, mi-oiseaux mi-humanoïdes, ont vécu sur la planète Resurgam jusqu’à leur extinction provoquée par les Inhibiteurs.
Découverts dans le premier ouvrage du cycle des Inhibiteurs, L'Espace de la révélation, les Amarantins sont étudiés par Dan Sylveste.
Le Voleur de soleil se révèle appartenir aux derniers membres de cette espèce.